# ネパールの統一

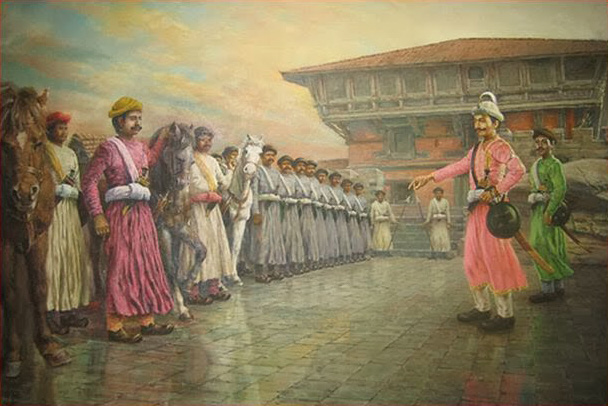
カトマンズ盆地に進撃するゴルカ兵

ネパールの統一（ネパールのとういつ、Unification of Nepal）とは、ゴルカ朝によってネパール全土が統一されたことを指す。

## 歴史

### 分立する諸国とゴルカの台頭
かつてネパールは数多くの国が分立していた。カトマンズ盆地では、ヤクシャ・マッラの死後、三都マッラ朝（カトマンズ、バクタプル、パタン）が互いに覇権を争っていた。また、カルナリ地方には二二諸国が、ガンダキ地方には二四諸国がそれぞれ分立していた。
そうしたなか、1559年にガンダキ地方にゴルカ王国（ゴルカ朝）が成立した。だが、その勢力は小さく、ゴルカは二四諸国にも数えられないほどの小国であった。
とはいえ、ゴルカは着実に力を蓄えていった。ゴルカは三都の争いではパタンに味方し、盆地への介入を続けた。第8代ゴルカ王プリトビパティ・シャハの代には従来のパタン友好策を変え、ときにはパタンを孤立させ、またあるときにはカトマンズを孤立させた。次のナラ・ブーパール・シャハの代にも三都に権謀戦術を用い、ヌワコート奪取を試みたが三都の反撃にあって失敗した。

### ネパール王国の創始、東方の制圧

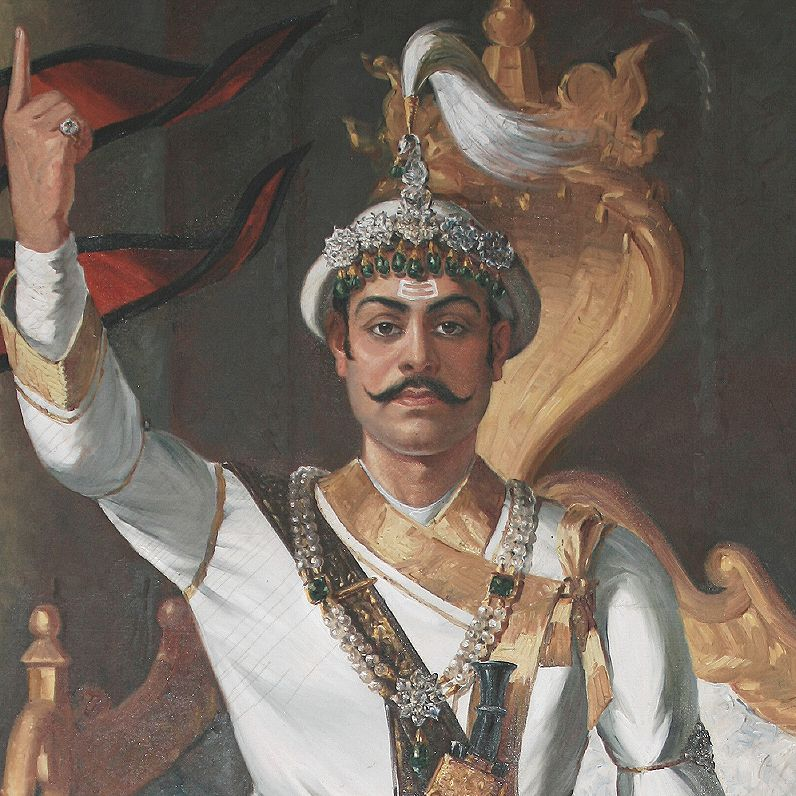
プリトビ・ナラヤン・シャハ

1742年、プリトビ・ナラヤン・シャハが第10代ゴルカ王となった。彼はヌワコートを奪取したばかりか、盆地とチベットとの交易路を遮断し、経済的圧力をかけた。そして、1768年にカトマンズとパタンを、1769年にバクタプルを征服して盆地を統一し、
ネパール王国を建国した。
だが、1771年から1772年にかけて、二四諸国の連合軍がネパール王国に戦いを挑んできた。この戦いでネパール軍は大敗を喫し、指揮官は捕虜にされ、負傷した執政が捕虜となったばかりか、包囲されたネパール軍は投降を余儀なくされた。
このため、プリトビ・ナラヤンは西方への進出を断念し、東方への遠征をおこなった。この遠征は成功し、ブータン王国やシッキム王国と国境を接するに至ったが、1775年にプリトビ・ナラヤンが死亡したために軍は引き返された。王の死までに、その領土は現ネパールのほぼ東限にまで広がっていた。

### 西方への進出、ネパール全土の統一

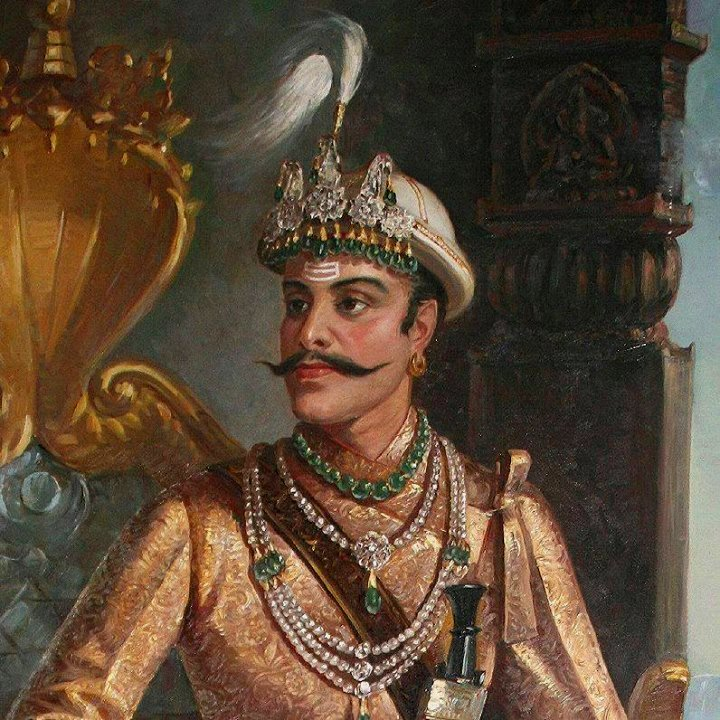
ラナ・バハドゥル・シャハ

1781年、第3代ネパール王ラナ・バハドゥル・シャハの治世、再び二四諸国の連合軍が戦いを挑んできたが、これはアマル・シンハ・タパによって撃退された。さらに翌年からは反撃を行い、二二諸国、二四諸国のいくつかを制圧した。
1785年、王の叔父バハドゥル・シャハが摂政となると、武力至上主義の彼は二二諸国、二四諸国の統合を目指した。彼は二四諸国で最も強力であったパルパに目を付け、その王と友好関係を深め、制圧した諸国の割譲を約した。ネパールとパルパの連合軍はベリ川までの諸国を制圧し、パルパにはグルミ、アルガ、カンチーの三国を割譲した。さらにネパール軍は西方の諸国を制圧、アルモーラー、ガルワールにまで進出し、ガルワール王国の首都シュリーナガルにまで進出した。
1804年、すでにギルバン・ユッダ・ビクラム・シャハに王位を譲り法王となっていたラナ・バハドゥルはパルパの制圧なくしてはネパール全土を統一できないので、その制圧を考えた。そこで執政ビムセン・タパと一計を案じ、パルパ王をネパールに招き、そのまま投獄した。その後、ビムセン・タパの軍がパルパへと進撃し、難なく制圧に成功した。
かくして、ネパール王国によるネパール統一がなされたわけである。だが、パルパを制圧したことにより、インドを支配していたイギリスとの緊張感が高まり、ひいてはグルカ戦争につながっていった。